# Back to School (programma televisivo)
Back to School è stato un programma televisivo italiano di genere reality, andato in onda in prima serata su Italia 1 dal 4 gennaio 2022 all'11 maggio 2023, condotto da Nicola Savino nella prima edizione e da Federica Panicucci nella seconda edizione.

## Il programma

### Format
Il programma mette alla prova vari VIP, sottoposti all'esame di quinta elementare, interrogati da una commissione d'esame composta da maestri dopo una serie di lezioni e test svolti sui banchi di scuola. Ad aiutarli nel percorso ci sono 12 bambini delle elementari ribattezzati Maestrini. A loro il compito di istruire e far studiare i ripetenti che hanno accettato di rischiare.

### Location
| Location                        | Edizioni | Edizioni | Totale |
| Location                        | 1ª       | 2ª       | Totale |
| ------------------------------- | -------- | -------- | ------ |
| Collegio della Guastalla, Monza |          |          | 2      |

### Studio
| Studio                                                         | Edizioni | Edizioni | Totale |
| Studio                                                         | 1ª       | 2ª       | Totale |
| -------------------------------------------------------------- | -------- | -------- | ------ |
| Studio 11 del Centro di produzione Mediaset di Cologno Monzese |          |          | 1      |
| Studio Robinie di Cologno Monzese                              |          |          | 1      |

## Edizioni
| Edizione | Anno | Conduzione         | Capoclasse                   | Periodo        | Periodo         | Puntate | Maestrini | VIP ripetenti |
| Edizione | Anno | Conduzione         | Capoclasse                   | Inizio         | Fine            | Puntate | Maestrini | VIP ripetenti |
| -------- | ---- | ------------------ | ---------------------------- | -------------- | --------------- | ------- | --------- | ------------- |
| 1ª       | 2022 | Nicola Savino      | Non presente                 | 4 gennaio 2022 | 26 gennaio 2022 | 5       | 12        | 25            |
| 2ª       | 2023 | Federica Panicucci | Gianluca "Scintilla" Fubelli | 5 aprile 2023  | 11 maggio 2023  | 6       | 14        | 30            |

## Audience
| Edizione | Rete televisiva | Anno | Stagione  | Programmazione | Programmazione | Programmazione | Programmazione | Programmazione | Programmazione | Programmazione | Collocazione | Media auditel  | Media auditel | Premiere       | Premiere | Finale         | Finale |
| Edizione | Rete televisiva | Anno | Stagione  | L              | M              | M              | G              | V              | S              | D              | Collocazione | Telespettatori | Share         | Telespettatori | Share    | Telespettatori | Share  |
| -------- | --------------- | ---- | --------- | -------------- | -------------- | -------------- | -------------- | -------------- | -------------- | -------------- | ------------ | -------------- | ------------- | -------------- | -------- | -------------- | ------ |
| 1ª       | Italia 1        | 2022 | inverno   |                |                |                |                |                |                |                | Prima serata | 1 452 000      | 7,73%         | 1 912 000      | 9,80%    | 1 383 000      | 7,50%  |
| 2ª       | Italia 1        | 2023 | primavera |                |                | 848 000        | 5,75%          | 1 081 000      | 7,50%          | 676 000        | Prima serata | 4,40%          |               |                |          |                |        |